# Choeronycteris mexicana
Choeronycteris mexicana là một loài động vật có vú thuộc chi đơn loài Choeronycteris trong họ Dơi mũi lá, bộ Dơi. Loài này được Tschudi mô tả năm 1844.

## Hình ảnh

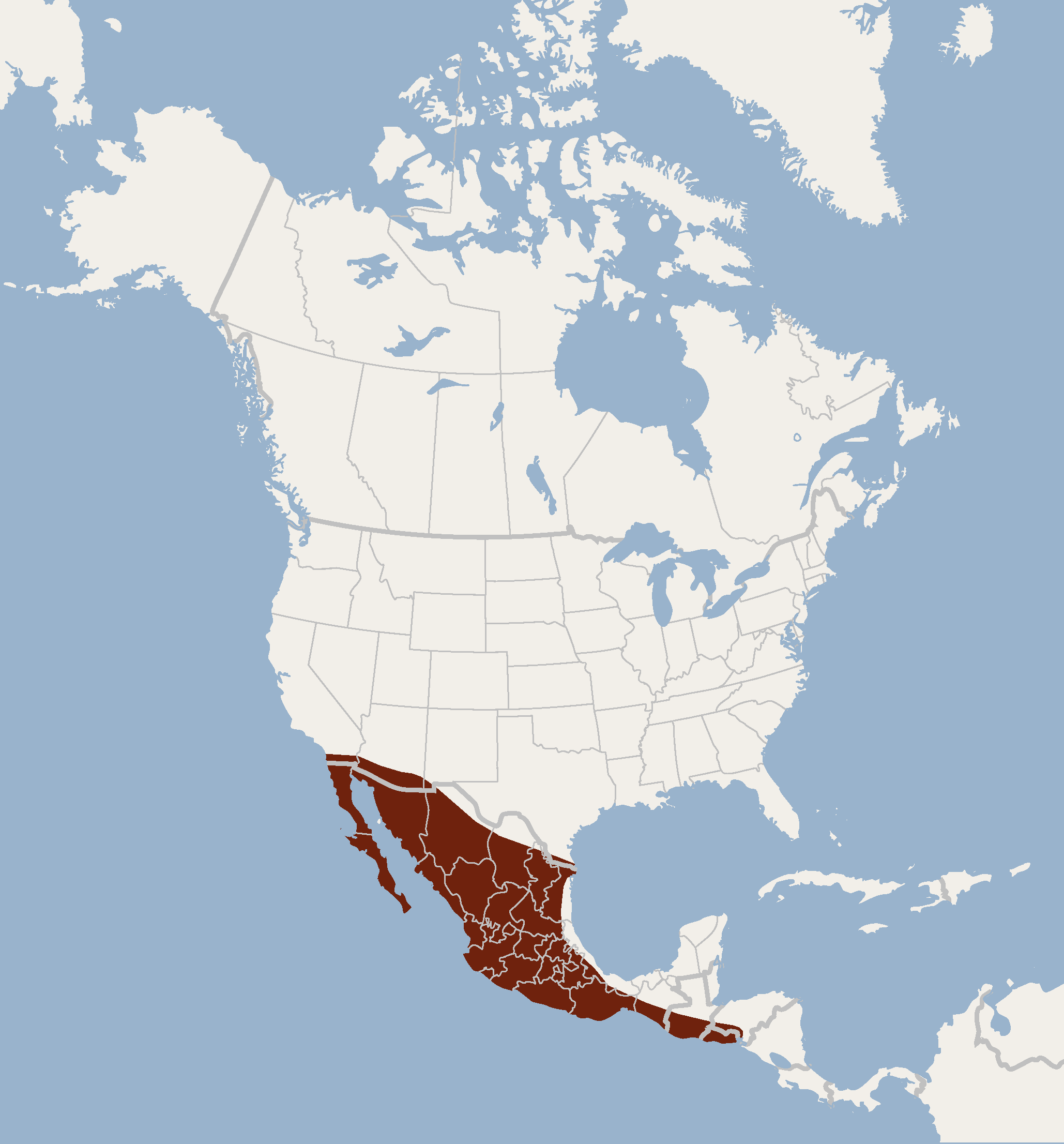

- Tập tin:Tập